# Dolf van Niekerk
Rudolf Johannes „Dolf“ van Niekerk (* 22. Februar 1929 in Edenburg, Oranje-Freistaat; † 31. Dezember 2022) war ein südafrikanischer Schriftsteller, Dramaturg und Rundfunkjournalist. Er gehörte zu den Sestigers, die ihre Werke auf Afrikaans schrieben und in Opposition zu dem damaligen Apartheid-Regime standen.

## Leben
Dolf van Niekerks Mutter starb kurz nach seiner Geburt, sein Vater verheiratete sich neu. Dolf van Niekerk machte sein Matric an der Edenburg Hoërskool. Er erwarb 1949 einen Bachelor of Arts am Universiteitskollege van die Oranje-Vrystaat in Bloemfontein und 1954 einen Abschluss in Philosophie an der Universität von Südafrika. 1967 erwarb er einen Master of Arts an der Universität Pretoria. 1982 wurde er an dieser Universität promoviert.
Ab 1950 arbeitete van Niekerk als Rundfunkmoderator und -produzent. 1957 wurde er Leiter der Rundfunkabteilung Landbouradio des Landwirtschaftsministeriums. Von 1978 bis 1994 leitete er das Direktoraat Landbou-inligting.
1953 erschienen erste Gedichte im Magazin Standpunte. 1958 wurde sein Roman Gannavlei veröffentlicht, der auf Rundfunkveröffentlichungen basierte. Sein 1960 erschienener Roman Die son struikel (deutsch etwa: „Die Sonne stolpert“), der einen Mann vor dem Hintergrund von Krieg, Widerstand und Bergarbeiterstreik porträtiert, gilt als richtungsweisend für die sprachliche Erneuerung der afrikaanssprachigen Literatur. 1985 erschien sein mehrfach ausgezeichneter Jugendroman Die haasvanger. Er gehörte zu den Sestigers, stand aber eher am Rand dieser Gruppe. André Brink beschreibt ihn als einen loner (etwa: „Einsamer“). Er porträtierte meist Außenseiter.
Van Niekerk lebte in Murrayfield, Pretoria. Er heiratete 1967 zum dritten Mal und hatte fünf Kinder.

## Werke

### Prosa
- 1958: Gannavlei. Roman.
- 1960: Die son struikel.
- 1963: Skepsels.
- 1965: Die moeder.
- 1978: Woord in die môre.
- 1979: Kort lewe van ’n reisiger.
- 1983: ’n Bietjie luisterkuier.
- 1994: Koms van die hyreën.
- 1997: Koors.
- 1998: Brandoffer: vertellings uit die Tweede Vryheidsoorlog.
- 2003: Die aarde waarop ek loop.
- 2017: Kroniek van Turf.

### Drama (Bühne, Fernsehen und Rundfunk)
- 1961: Kwart voor dagbreek: ’n verhoogspel in drie bedrywe.
- 1968: Die paddas: satiriese eenakter.
- 1972: Kamer 99.
- 1976: Die nagloper: twee tekste vir televisie.
- 1982: Niemand se dag nie.

### Jugendliteratur
- 1968: Skrik kom huis toe.
- 1985: Karel Kousop.
- 1985: Die haasvanger. Roman.

### Gedichte
- 1975: Karoosange.
- 1996: Dubbelster.
- 2006: Nag op ’n kaal plein.
- 2009: Lang reis na Ithaka.
- 2013: Bleek planet.
- 2015: Portrette in my gang.

## Auszeichnungen
- 1963: Eugène Maraisprys für Skepsels
- 1986: MER Prys und Scheepers Award for Youth Literature für den Roman Die Haasvanger